# Ванюки
Ванюки — деревня в Пермском районе Пермского края. Входит в состав Савинского сельского поселения.

## География
Расположена к юго-западу от административного центра поселения, деревни Песьянка.

## Население
| 2010 |
| ---- |
| 886  |

## Топографические карты
- Лист карты O-40-77 Юг. Масштаб: 1 : 100 000. Состояние местности на 1983 год. Издание 1985 г.